# Starlight (singel Sophie Ellis-Bextor)
„Starlight” – piosenka brytyjskiej wokalistki Sophie Ellis-Bextor, wydana w 2011 roku na jej czwartym albumie Make a Scene.
Piosenkę napisała Ellis-Bextor, Richard Philips (znany jako Richard X) i Hannah Robinson. Została ona wydana jako cyfrowy singel 5 czerwca 2011, tydzień przed premierą Make a Scence. W październiku we Włoszech ukazała się fizyczna wersja singla z dodatkowymi remiksami. Piosenka nie odniosła sukcesu na listach przebojów – weszła tylko do zestawienia sprzedaży singli niezależnych w Wielkiej Brytanii.

## Lista ścieżek
- Digital download[2]

1. „Starlight” – 4:22
2. „Starlight” (Radio Edit) – 3:30
3. „Starlight” (Carl Hanaghan Remix) – 7:37